# І. П. Павлова (станція метро)
50°04′31″ пн. ш. 14°25′52″ сх. д. / 50.07528° пн. ш. 14.43111° сх. д.
І. П. Павлова (чеськ. I.P.Pavlova) — станція празького метрополітену на лінії C. Відкрита 9 травня 1974 року у складі першої черги празького метро. Названа по розташуванню під площею І. П. Павлова, яка у свою чергу названа на честь російського фізіолога Івана Павлова.
Конструкція станції: колонна трипрогінна мілкого закладення (глибина закладення — 19 м) з однією острівною платформою.

## Колійний розвиток
Станція з колійним розвитком. У бік станції «Музеум» від обох колій прямує ССГ на лінію А, до станції «Наместі Миру».